# Åsbo landskommun
Åsbo landskommun var en tidigare kommun i Östergötlands län.

## Administrativ historik
När 1862 års kommunalförordningar trädde i kraft inrättades i Åsbo socken i Göstrings härad i Östergötland denna kommun. 
1904 bildades i Ekeby landskommun och Åsbo landskommun Boxholms municipalsamhälle där delen i Åsbo överfördes till Ekeby 1926. 
Vid kommunreformen 1952 uppgick Åsbo landskommun i Södra Göstrings landskommun som 1971 uppgick i Boxholms kommun.

## Politik

### Mandatfördelning i Åsbo landskommun 1938-1946
| 2 | 8 | 10 |

| 20 |

| 1 | 10 | 9 |

| 18 |

| 2 | 9 | 9 |

| 18 |